# 福岡市立原中学校
福岡市立原中学校（ふくおかしりつはらちゅうがっこう）は、福岡県福岡市早良区にある公立中学校。
通称「原中学校」「原中」。
創立当初は原小学校、飯倉小学校の各校区が通学区域であったが、現在は飯倉小学校、飯原小学校、飯倉中央小学校の各校区を通学区域としている。部活動は10種類あり、中でも野球部は九州少年軟式野球大会で優勝するなど福岡県でも有数の強豪校である。

## 態様
早良区飯倉に位置し、住宅街に所在している。

## 歴史
- 1973年 - 開校 城南中学校・梅林中学校より分離・創立
- 1981年 - 次郎丸中学校設立により校区変更
- 1989年 - 原中央中学校設立により校区変更

## 校区
- 福岡市立飯倉小学校
- 福岡市立飯倉中央小学校
- 福岡市立飯原小学校

## 主な出身者

### 芸術・文化・芸能
- まさごろ（シンガーソングライター・画家・詩人）
- 橋本志穂（タレント・フリーアナウンサー）
- 浜崎あゆみ（歌手）
- 田中美久（HKT48）
- 林家はな平（落語家）

### スポーツ
- 山口和樹（サッカー選手）
- 溝口由利香（バレーボール選手：ヴィクトリーナ姫路）
- 山﨑剛（プロ野球選手：東北楽天ゴールデンイーグルス）

### 財界
- 永竿哲哉（初代福岡国際空港株式会社代表取締役社長執行役員）

### 政界
- 橋口絵里奈　元（日本維新の会福岡市議会議員、NPO法人スマイルハート代表）